# トンガリロ山
トンガリロ山（トンガリロさん、英: Mount Tongariro、マオリ語: Tongariro）はニュージーランドの北島中央部にある標高1,978mの火山である。トンガリロ国立公園に属する。大型のカルデラ湖であるタウポ湖から南西に20kmほどの位置にある。

## 概要
トンガリロ複合火山としては南に接する円錐形のナウルホエ火山（2,291m）も含む。この複合火山の南には大型のルアペフ火山（2,797m）がある。
トンガリロ一帯の山々は、活火山が多くタウポ火山帯と呼ばれている。トンガリロ山は、記録に残る中で、1839年以降1975年まで70回以上噴火している。
また、古代からマオリ族の信仰対象として崇められ、ルアペフ山・ナウルホエ山を含めてトンガリロ国立公園として1993年に世界遺産の複合遺産に登録されている。

## 記録に残る噴火
1948年 - 1949年
3週間にも及ぶ爆発的噴火。
1954年
大量の溶岩が麓直下に傾れ込み、大被害を負った。
1973年 - 1975年
1973年1月頃に噴火発生。爆発的噴火が2年にも及んだ。
1980年7月7日
山の北側で噴火発生。
2012年8月6日
深夜に噴火。噴煙は上空およそ6,100mまで達し、国内線が欠航になったり、高速道路が一時閉鎖になるなどの影響が出た。ニュージーランド地質核科学研究所の発表によると、これほどの大きな火山活動が起きたのは1897年以来だという。
2012年11月21日
現地時間の昼に噴火。8月6日に噴火したときと同様、上空に大量の火山灰を噴き上げた。現地の防災当局は、噴火は小規模なものだと説明している。

## 画像解説

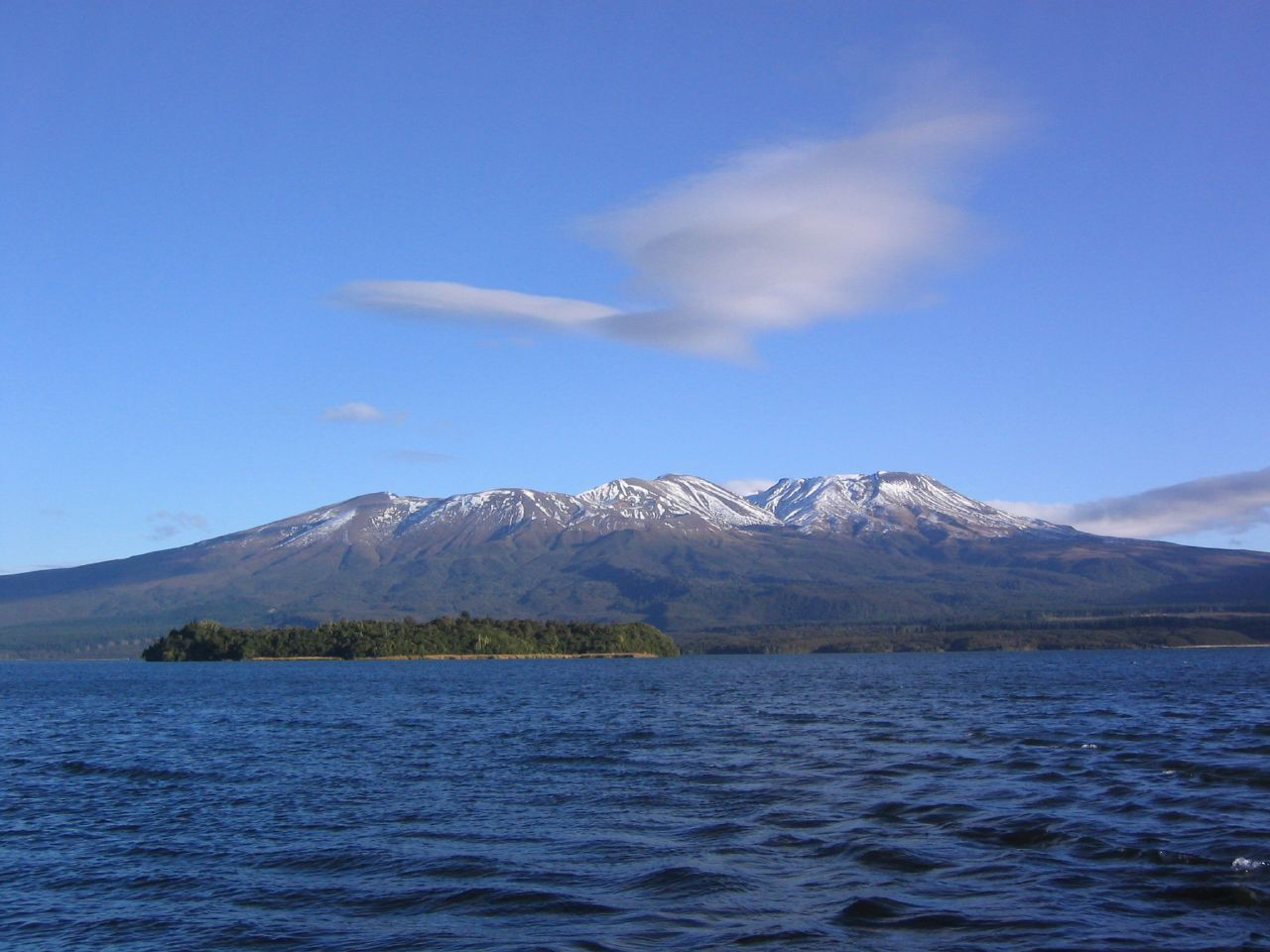
北から
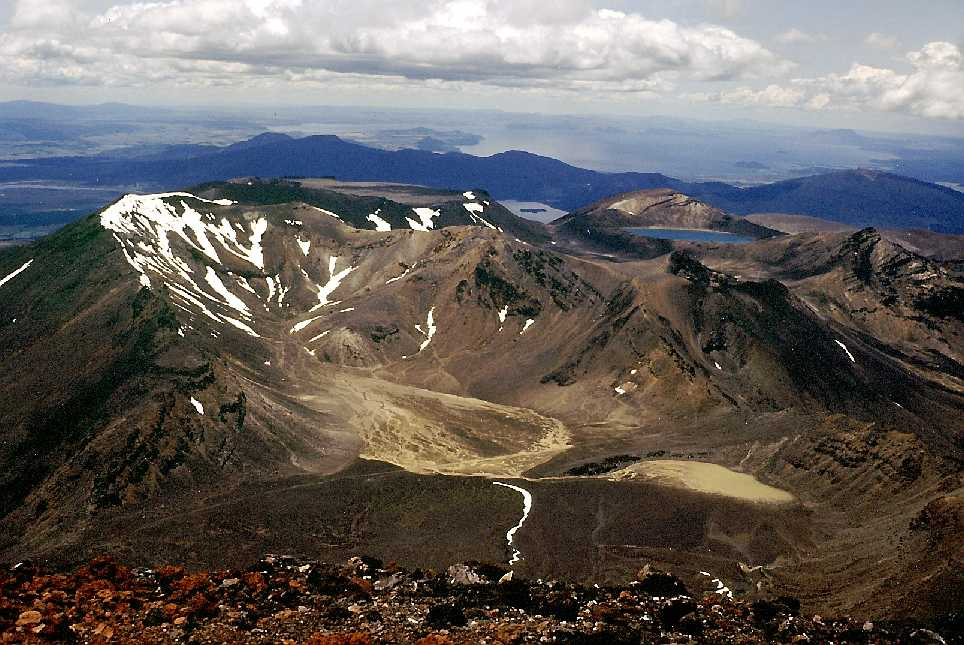
ナウルホエ山から見た山頂部 右奥にブルー湖
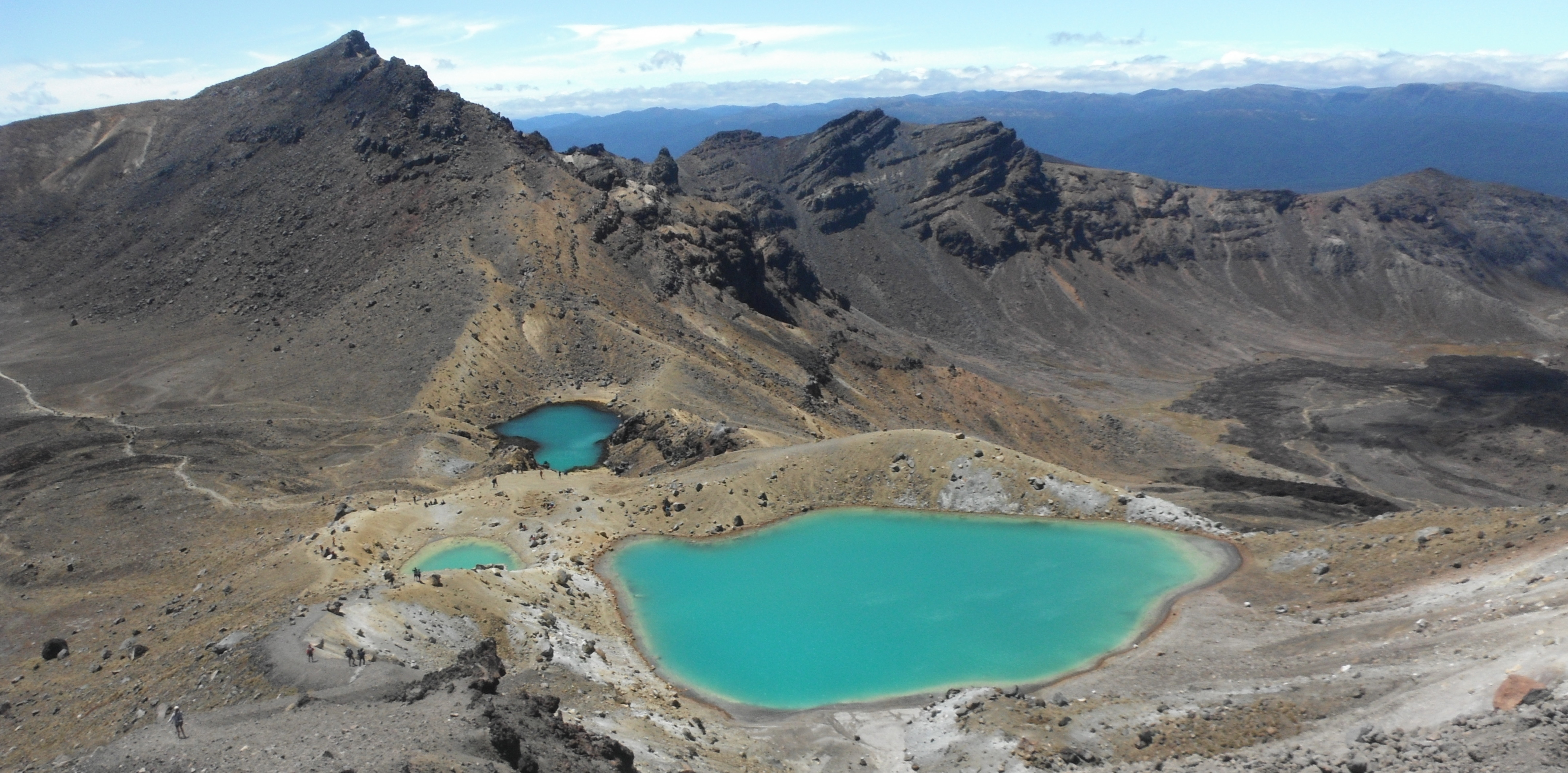
エメラルドレイクス
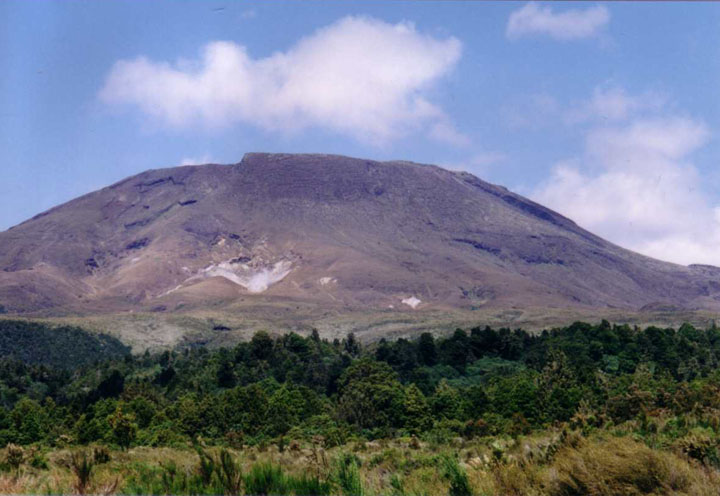
北麓から北西部のコーン
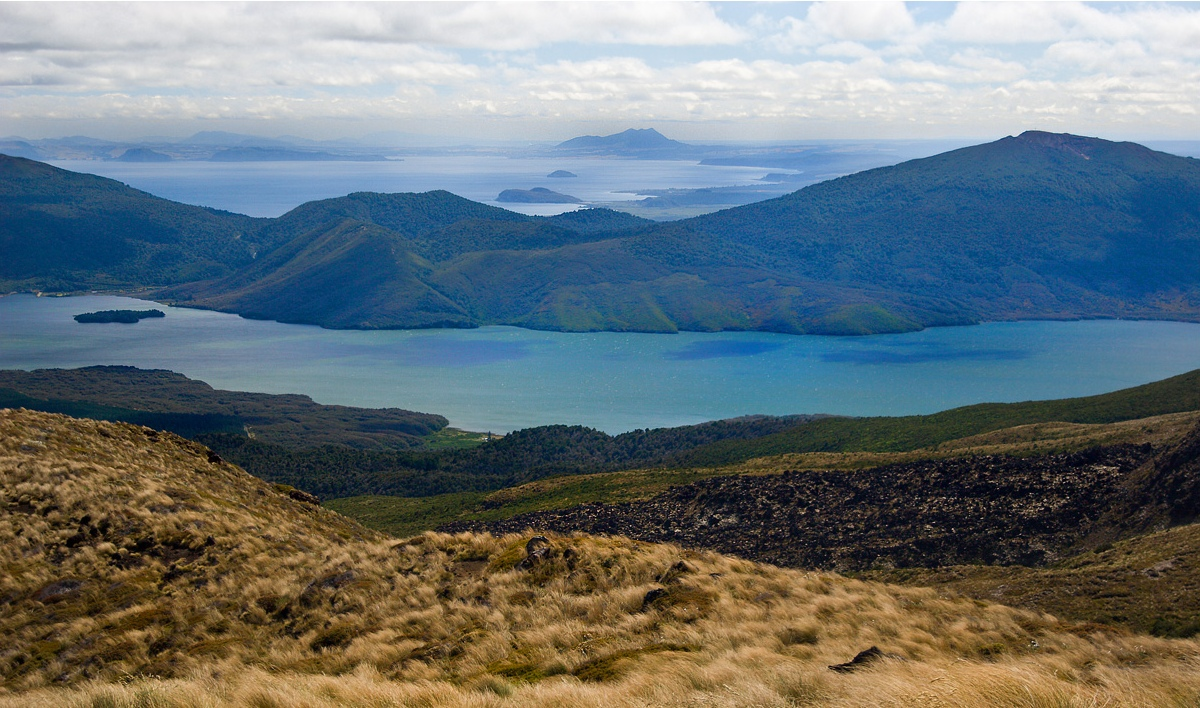
トンガリロ山からロトアイラ湖（英語版）とタウポ湖（奥）
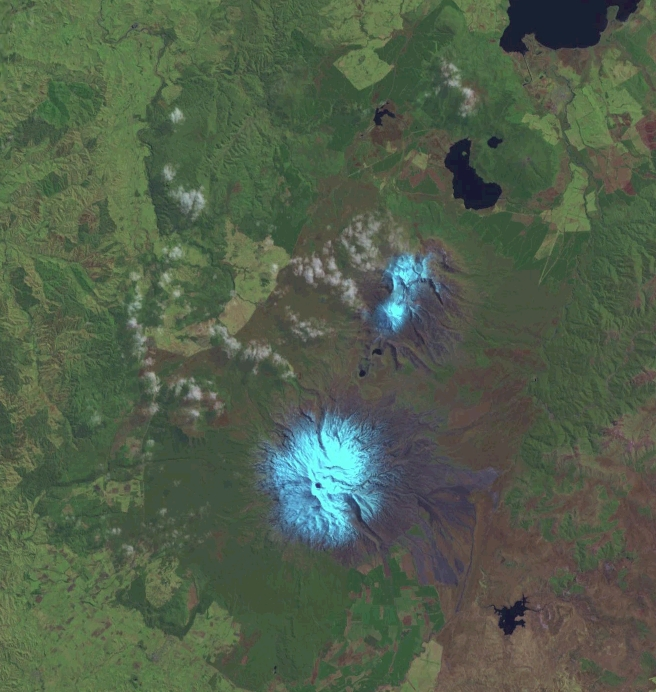
トンガリロ国立公園 中央右上がトンガリロ山